# Константин Попатанасов
Константин Попатанасов Попгеоргиев (изписване до 1945 година: Константинъ попъ Атанасовъ попъ Георгиевъ) е български офицер (летец), революционер и дипломат, войвода на Вътрешната македонска революционна организация, секретар на генерал Александър Протогеров.

## Биография
Константин Попатанасов е роден в 1892 година в разложкото село Елешница. Син е на поп Атанас Попгьоргев и внук на поп Гьорге. Учи в родното си село и прогимназия в Мехомия и Банско, а по-късно в българското педагогическо училище в Сяр.
През 1912 година е в четата на Христо Чернопеев и с нея участва в превземането на Банско и на родното си село на 10 октомври през Балканската война. Доброволец е в 70 пехотен полк и с него участва в сраженията до края на Междусъюзническата война.
След войната постъпва във Военното училище в София. През август 1915 година целият 35 випуск на училището е произведен в офицерски кандидати и през есента изпратен на фронта в Първата световна война. Служи в Шести пехотен македонски полк на Единадесета пехотна македонска дивизия. Произведен е в подпоручик и за проявена храброст на фронта при Бутковското езеро е награден с орден „Свети Александър“ с мечове. В 1917 година вече като поручик завършва аеропланния курс и служи като офицер наблюдател в Първо аеропланно отделение към Втора армия и извършва 30 бойни полета.
След Първата световна война служи като граничар и учи право в Софийския университет. В 1920 година постъпва във въздухоплаването и от 1922 година е пилот. В 1923 година е произведен в чин капитан.
През януари 1925 година с Попатанасов се свързва водачът на ВМРО Александър Протогеров и го моли да се отдаде на революционна дейност. На 1 май 1925 година Попатанасов се уволнява от армията и става войвода на ВМРО. През юли 1925 година минава с чета във Вардарска Македония заедно с Александър Протогеров, Стоян Вардарски, Атанас Калчев и Васил Ихчиев.
В 1928 година се отказва от революционна дейност и се установява в София. Министърът на външните работи Атанас Буров го назначава за канцлер на българската легация във Вашингтон (1928 – 1933). В САЩ остава 11 години. Завършва института Карнеги и социални науки. През 1939 година Попатанасов се завръща в България и става административен директор на Заводи Чилови в Костинброд. След анексията на по-голямата част от Вардарска Македония през април 1941 година Попатанасов формира летища в Скопие, Охрид и Битоля. След Деветосептемврийския преврат през 1944 година е командир на Първи противовъздушен полк в София, след това минава в запаса.
Умира в 1973 година.
Личният му архив се съхранява във фонд 1956К в Централен държавен архив. Той се състои от 203 архивни единици от периода 1902 – 1976 г.